# Prawo Kohlrauscha
Prawo Kohlrauscha – prawo, według którego przewodnictwo graniczne elektrolitów (Λ∞, Λ0), molowe lub równoważnikowe, jest wielkością addytywną. Oznacza to, że jego wartość można obliczyć sumując wartości przewodnictw granicznych jonów wchodzących w skład elektrolitu:
Λ∞ = Λ∞(kation) + Λ∞(anion)

## Prawo Kohlrauscha dla słabych elektrolitów
Prawo Kohlrauscha można też wykorzystać do obliczenia przewodnictwa granicznego elektrolitów słabych, które nie dysocjują całkowicie na swobodne jony, więc nie można w ten sam sposób obliczyć ich przewodnictwa jak w przypadku elektrolitów mocnych. W przypadku słabych kwasów (np. HA) w tym celu wykorzystuje się pomiary Λ∞ roztworów mocnego kwasu (najczęściej HCl), rozpuszczalnej soli kwasu HA (np. NaA) oraz odpowiedniej soli mocnego kwasu (NaCl):
Λ∞HA = Λ∞HCl + Λ∞NaA – Λ∞NaCl

## Odkrycie prawa i jego sens fizyczny
Porównując przewodnictwa molowe graniczne elektrolitów mocnych Kohlrausch zauważył, że między nimi istnieje  charakterystyczna prawidłowość. Odejmując przewodnictwa graniczne różnych elektrolitów o wspólnym jonie otrzymuje się zawsze taką samą wartość. I tak np:
Λ∞HCl - Λ∞HF = 380 – 361,1 = 18,9
Λ∞NaCl - Λ∞NaF  = 109 – 90,1 = 18,9
Λ∞KCl - Λ∞KF = 130,1 – 111,2 = 18,9
Prawidłowość ta uświadomiła Kohlrauschowi, że najwidoczniej w roztworach nieskończenie rozcieńczonych (rozpatrujemy przewodnictwo graniczne) kationy i aniony mogą poruszać się całkowicie swobodnie, czyli niezależnie przenosić ładunek elektryczny.